# Communautés d’Accueil dans les Sites Artistiques

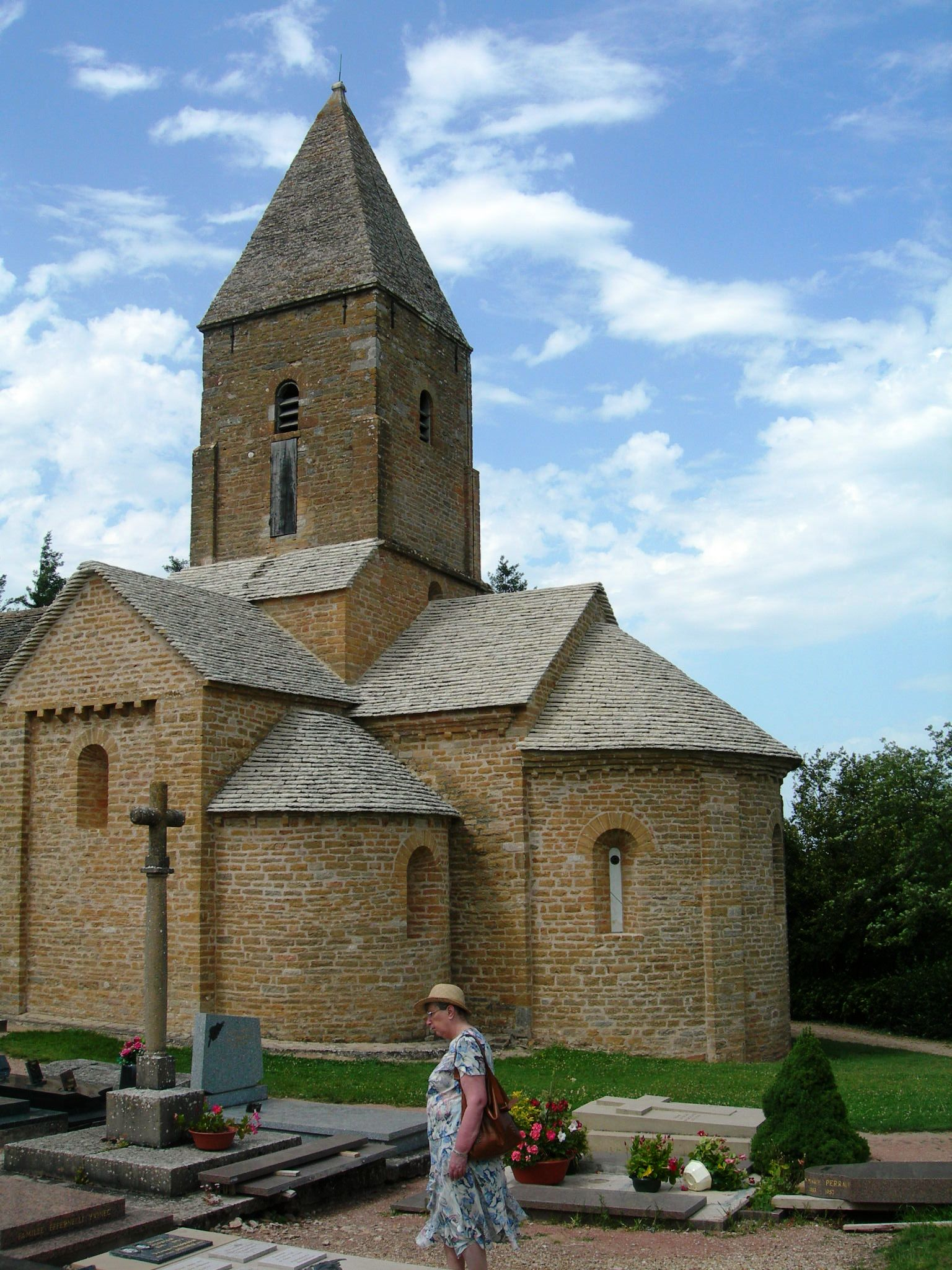
Brançion

Communautés d’Acceuil dans les Sites Artistiques (CASA) ist eine ursprünglich französische Organisation, deren Ziel es ist, die Besucher an kunsthistorisch interessanten Orten ehrenamtlich auf ihrem Weg durch das Bauwerk zu begleiten, ihnen Hilfe beim Entdecken zu geben und die Augen für die Schönheit, die Botschaft und die Hintergründe des Kunstwerkes zu öffnen.

## Geschichte
Entstanden ist die Organisation aus der Initiative einer Gruppe von Jugendlichen, die im Sommer 1967 mit der Unterstützung des katholischen Geistlichen Alain Ponsar, dem Gründer von CASA, ihre ersten Erfahrungen mit individuellen Führungen durch die romanische Kirche in Brançion (Burgund) sammelten. Inzwischen betreuen die Mitglieder von CASA etwa zwanzig Kirchen als Orte sakraler Kunst in Frankreich. Sie verbringen dort im Sommer zwei bis drei Wochen in einer Gemeinschaft und kümmern sich während dieser Zeit um den Empfang der Besucher. Bei den Orten handelt es sich um Kirchen aus verschiedenen Epochen (Romanik, Gotik, Moderne).
CASA finanziert sich aus den Mitgliedsbeiträgen und aus Spenden und ist Mitglied der internationalen Vereinigung Ars et Fides.

## Projekte
An jedem von CASA betreuten Ort kommen jeden Sommer etwa drei bis sieben Mitglieder im Alter von 18 bis 35 Jahren in Gemeinschaften (communautés) zusammen. Sie machen sich unter Anleitung mit dem Bauwerk vertraut, teilen Erfahrungen und Eindrücke miteinander und geben sie an die Besucher weiter. Dabei geht es darum, sich für eine kleine Gruppe von Besuchern Zeit zu nehmen, ihnen beim Kennenlernen des Kunstwerkes zur Seite zu stehen, mit ihnen dabei / darüber ins Gespräch zu kommen, ihnen den geschichtlichen, kunsthistorischen und spirituellen Hintergrund näherzubringen – und von ihnen auch zu lernen.
Die communautés finden normalerweise von Mitte Juli bis Mitte August statt, in Conques, Saint-Benoît-sur-Loire und Vézelay meist sogar bis Ende August.
Voraussetzungen für eine Teilnahme an CASA sind:
- gute französische Sprachkenntnisse
- das Interesse für die kunsthistorische Bedeutung und die christliche Tradition der Bauwerke
- die Bereitschaft während zwei Wochen im Allgemeinen täglich zwischen 10:00 und 12:00 Uhr und von 14:30 bis 18:00 Uhr Besucher auf Deutsch oder Englisch oder Französisch zu führen
- die Freude, neue Menschen kennenzulernen und mit ihnen zu wohnen, zu kochen, etwas zu unternehmen.

## Angebote und Aktivitäten
Sonstige Aktivitäten sind auf dem Sommer ausgerichtet. Jede Region veranstaltet Fortbildungswochenenden, um die Reichtümer der eigenen Gegend besser kennenzulernen und ihren Mitgliedern geschichtliche, kunsthistorische und spirituelle Kenntnisse im Hinblick auf die Gemeinschaften im Sommer zu vermitteln. Für die Vorbereitung und Organisation der regionalen und überregionalen Schulungswochenenden sind die Mitglieder selbst verantwortlich: Sie machen sich gemeinsam mit den Kunstwerken ihrer Region vertraut, um sie dann den anderen zu zeigen.